# Оливер, Джош
Джошуа Оливер (англ. Joshua Oliver; 21 марта 1997, Темплтон, Калифорния) — профессиональный американский футболист, тайт-энд клуба НФЛ «Миннесота Вайкингс». На студенческом уровне выступал за команду университета штата Калифорния в Сан-Хосе. На драфте НФЛ 2019 года был выбран в третьем раунде.

## Биография
Джош Оливер родился 21 марта 1997 года в Темплтоне в Калифорнии. Учился в старшей школе города Пасо-Роблес, играл в баскетбольной и футбольной командах. В составе последней выходил на поле на позициях тайт-энда, ди-энда и внешнего лайнбекера. В 2014 году Оливер вошёл в символическую сборную штата по двум версиям. В феврале 2015 года он поступил в Университет штата Калифорния в Сан-Хосе.

### Любительская карьера
За университетскую футбольную команду Оливер начал играть с сезона 2015 года. Игроком стартового стартового состава он стал в конце первого года обучения. В течение первых двух лет он сыграл в 25 матчах. Прорывным для него стал 2017 год, по итогам которого Оливер сделал 35 приёмов, второй результат в команде. В сезоне 2018 года он был одним из капитанов команды, набрал на приёме 709 ярдов и вошёл в число пяти лучших тайт-эндов первого дивизиона NCAA по этому показателю. По итогам турнира Оливер был включён в состав сборной всех звёзд конференции Маунтин Вест и получил приглашение на Сениор Боул, матч всех звёзд выпускников колледжей.

#### Статистика выступлений в NCAA
| Сезон | Команда                 | Игры | Приём | Приём | Приём | Приём | Вынос | Вынос | Вынос | Вынос |
| Сезон | Команда                 | Игры | Rec   | Yds   | Y/A   | TD    | Att   | Yds   | Y/A   | TD    |
| ----- | ----------------------- | ---- | ----- | ----- | ----- | ----- | ----- | ----- | ----- | ----- |
| 2015  | Сан-Хосе Стейт Спартанс | 13   | 4     | 36    | 9,0   | 1     | 1     | 7     | 7,0   | 0     |
| 2016  | Сан-Хосе Стейт Спартанс | 12   | 3     | 26    | 8,7   | 1     | 0     | 0     | 0,0   | 0     |
| 2017  | Сан-Хосе Стейт Спартанс | 12   | 35    | 296   | 8,5   | 1     | 0     | 0     | 0,0   | 0     |
| 2018  | Сан-Хосе Стейт Спартанс | 12   | 56    | 709   | 12,7  | 4     | 0     | 0     | 0,0   | 0     |
| Всего | Всего                   | 49   | 98    | 1067  | 10,9  | 7     | 1     | 7     | 7,0   | 0     |

### Профессиональная карьера
Аналитик сайта НФЛ Лэнс Зирлейн перед драфтом выделял у Оливера хорошие навыки работы с мячом и движения по маршруту, которые могли пригодиться в ситуации, когда необходимо набрать большое количество ярдов. При этом он отмечал, что игроку потребуется некоторое время на адаптацию, в течение которого он может действовать как второй или третий тайт-энд на поле. К минусам Оливера он относил не лучшую игру при блокировании, невысокую скорость и плохую технику бега. Зирлейн сравнивал его с Вэнсом Макдоналдом, прогнозируя выбор в пятом раунде драфта.
Он был выбран клубом «Джэксонвилл Джагуарс» в третьем раунде под общим 69 номером. В предыдущем сезоне команда задействовала пятерых разных тайт-эндов и выбор Оливера должен был добавить стабильности на этой позиции. В мае игрок подписал контракт с «Джагуарс». Во время предсезонных сборов Оливер получил травму подколенного сухожилия, из-за чего пропустил первые шесть матчей регулярного чемпионата. Вернувшись в состав, он сыграл в четырёх матчах, после чего травмировал спину и был переведён в список травмированных до конца сезона. На поле Оливер появлялся в 117 розыгрышах нападения, 11 % от общего их числа, проведённого командой. В августе 2020 года во время предсезонных сборов он получил травму стопы, после чего выбыл из строя на длительный срок. В марте 2021 года «Джагуарс» обменяли Оливера в «Балтимор Рэйвенс», получив условный выбор седьмого раунда драфта.
Большую часть сезона 2021 года Оливер провёл в статусе третьего тайт-энда команды, не играя заметной роли в нападении и уступая в эффективности блокирования Эрику Томлинсону. В 2022 году он улучшил свою игру на блоках и получал больше игрового времени, но не смог выиграть конкуренцию у Марка Эндрюса и Айзейи Лайкли. В семнадцати проведённых матчах Оливер сделал 14 приёмов на 149 ярдов. После окончания сезона он получил статус свободного агента и в марте 2023 года подписал трёхлетний контракт на сумму 21 млн долларов с «Миннесотой».

#### Статистика выступлений в НФЛ

##### Регулярный чемпионат
| Сезон | Команда              | Игры | Приём | Приём | Приём | Приём | Вынос | Вынос | Вынос | Вынос |
| Сезон | Команда              | Игры | Rec   | Yds   | Y/A   | TD    | Att   | Yds   | Y/A   | TD    |
| ----- | -------------------- | ---- | ----- | ----- | ----- | ----- | ----- | ----- | ----- | ----- |
| 2019  | Джэксонвилл Джагуарс | 4    | 3     | 15    | 5,0   | 0     | 0     | 0     | 0,0   | 0     |
| 2020  | Джэксонвилл Джагуарс | —    | —     | —     | —     | —     | —     | —     | —     | —     |
| 2021  | Балтимор Рэйвенс     | 14   | 9     | 66    | 7,3   | 0     | 0     | 0     | 0,0   | 0     |
| 2022  | Балтимор Рэйвенс     | 17   | 14    | 149   | 10,6  | 2     | 0     | 0     | 0,0   | 0     |
| 2023  | Миннесота Вайкингс   | 4    | 7     | 49    | 7,0   | 1     | 0     | 0     | 0,0   | 0     |
| Всего | Всего                | 39   | 33    | 279   | 8,5   | 3     | 0     | 0     | 0,0   | 0     |

* на 7 октября 2023

##### Плей-офф
| Сезон | Команда          | Игры | Приём | Приём | Приём | Приём | Вынос | Вынос | Вынос | Вынос |
| Сезон | Команда          | Игры | Rec   | Yds   | Y/A   | TD    | Att   | Yds   | Y/A   | TD    |
| ----- | ---------------- | ---- | ----- | ----- | ----- | ----- | ----- | ----- | ----- | ----- |
| 2022  | Балтимор Рэйвенс | 1    | 2     | 26    | 13,0  | 0     | 0     | 0     | 0,0   | 0     |
| Всего | Всего            | 1    | 2     | 26    | 13,0  | 0     | 0     | 0     | 0,0   | 0     |